# Chiesa della Resurrezione di Cristo
La Chiesa della Risurrezione di Cristo, chiamata anche Chiesa rossa di Vičuga, è una chiesa ortodossa situata a Vičuga, in Russia. Realizzata in stile neo-russo nel 1911, la struttura si caratterizza per la costruzione con mattoni rossi, il rivestimento esterno delle cupole in color oro e la presenza sulla facciata di un pannello ornamentale realizzato in maiolica. La chiesa fu costruita su progetto dell'architetto moscovita Ivan Kuznecov.